# Vincent A. Taylor
Vincent Albert Taylor, född 6 december 1845 i Bedford i Ohio, död 2 december 1922 i Bedford i Ohio, var en amerikansk republikansk politiker och affärsman. Han var ledamot av USA:s representanthus 1891–1893.
Taylor deltog som frivillig i amerikanska inbördeskriget i nordstatsarmén och var ledamot av Ohios delstatssenat 1888–1890. År 1871 tog han över familjeföretaget W.O. Taylor som tillverkade stolar och företaget bytte namn till W.O. Taylor and Son. År 1885 ändrades företagets namn till Taylor Chair Company.
Taylor ligger begravd på Bedford Cemetery i hemstaden Bedford.